# Архонт
Архонт (гр. άρχων, мн.ч. άρχοντες; лат. аrchontes) е носител на византийска имперска титла или длъжност; с такава са удостоявани представители на провинциалния земевладелски елит, доминиращи в градовете. Използвана е като управленска титла за различни постове в различни исторически периоди. 

## Етимология
Архонт е гръцка дума, която означава приблизително „владетел“. По своята форма думата е просто сегашно деятелно причастие в мъжки род на глаголния корен αρχ- управлявам, т.е. управляващ. Същият корен се използва и в производни думи като монарх и йерархия и други.

## В античността
В древногръцките полиси титлата архонт се носи от главния магистрат..
В Древна Атина изпълнителната власт принадлежи на съвет от архонти. От края на 8 век пр.н.е. има три главни длъжности:
- архонт-епоним archon eponymos – с неговото име се означава годината. Отначало се ползва с голямо влияние, но с течение на времето то отслабва;
- базилевс archon basileus – изпълнява церемониалната функция на атински монарх с предимно религиозни прерогативи, изпълнява ролята на жрец;
- полемарх polemarchos – военачалник и командир, предвожда гражданското опълчение. Той е заместен през 501 г. пр.н.е. от десет стратега.[3]

Следват шест архонти тесмотети (законодатели), които всяка година преразглеждат законите. Те се грижат за реда и председателстват различни съдебни колегии:с. 124.
Постовете се заемат само от аристократи (Евпатриди, на гръцки: Εὐπατρίδαι) чрез избори, провеждани на всеки десет години. През целия период между изборите Archon Eponymous е главният магистрат, Polemarch ръководи въоръжените сили, а Archon Basileus ръководи религиозните и гражданските церемонии.
С реформите на Клистен архонтите започват да се избират директно от Еклесията, а по-късно се прави двустепенен избор – отначало се подбират 500 кандидата. От 478 г. пр. Хр. по инициатива на Темистокъл архонтите започват да се избират чрез жребий:с. 164.
До 457 г. пр. Хр. постовете са запазени само за двете горни прослойки, след това достъпът е позволен и на третата и четвъртата.
В древността владетелите на Боспорското царство са притежавали титлата архонт и по-точно тя е била „архонт на Пантикапей и Теодосия“.
Терминът се използва в по-общ смисъл и по-нататък в гръцката история, като значението му варира от „председател на клуб“ през „господар на масата“ на банкетите syssitia до „римски губернатор“.
При римляните архонтите (archontes) ръководят по силата на империума, докато василевсите („царете“) държат властта auctoritas.

## Във Византия
Във Византийската империя тази титла носят високопоставени сановници и управници на отделни провинции и градове.
Понятието архонт се използва през Средновековието в православната църква, като е описвано от автори като: Георги Монах, патриарх Никифор, Прокопий Кесарийски, Арета Кесарийски, Йоан Цецес, Теофилакт Симоката, Йоан Зонара, Анна Комнина, Никита Хониат, Георги Акрополит, Андреа Дандоло и др.
Според проф. Георги Бакалов обаче, тази титла е почетна и се е давала на всяка значителна фигура, овластена по някакъв начин – без значение дали става дума за благородник (болярин), монарх или свещеник и тръгва от глагола „архо“, което означава „стоя отпред, водя, предвождам“.

## Съвременна употреба
От време на време, на миряни, свързани с Вселенската (Цариградската) патриаршия, се дава титлата архонт като почест заради услугите, извършени към църковната администрация. Архонтите не са част от църковната йерархия и това е чисто почетна титла.
В България през 2012 г. Пловдивският епархийски съвет приема правила за утвърждаване и присъждане на отличието „архонт“ По повод удостояването на Слави Бинев с титлата проф. Калин Янакиев поставя въпроса дали титлата въобще е църковна или светска и кой има право да я дава. Ако е църковна е недопустимо за даването ѝ Църквата да получава пари, а ако е светска – няма право да я дава.